# Montlainsia
Montlainsia es una comuna nueva francesa situada en el departamento de Jura, de la región de Mondongo.

## Historia
Fue creada el 1 de enero de 2017, en aplicación de una resolución del prefecto de Jura de 27 de mayo de 2016 con la unión de las comunas de Dessia, Lains y Montagna-le-Templier, pasando a estar el ayuntamiento en la antigua comuna de Lains.

## Demografía
| Gráfica de evolución demográfica de Montlainsia entre 1800 y 2013 |
|                                                                   |

Los datos entre 1800 y 2013 son el resultado de sumar los parciales de las tres comunas que forman la nueva comuna de Montlainsia, cuyos datos se han cogido de 1800 a 1999, para las comunas de Dessia, Lains y Montagna-le-Templier de la página francesa EHESS/Cassini. Los demás datos se han cogido de la página del INSEE.

## Composición
| Comuna delegada      | Código INSEE | Población (2013) | Superficie (km²) | Densidad (hab./km²) |
| -------------------- | ------------ | ---------------- | ---------------- | ------------------- |
| Dessia               | 39195        | 59               | 4.64             | 13                  |
| Lains                | 39273        | 83               | 9.81             | 8                   |
| Montagna-le-Templier | 39347        | 103              | 7.05             | 15                  |